# Pepsi-termékek listája
Az alábbi lista tartalmazza a PepsiCo által forgalmazott valamennyi üdítőitalát, és annak variációját.

## Szódavízzel készült termékek
- Pepsi – Az eredeti szénsavas koffeines termék
- Pepsi Free – A termék 1982-ben került bevezetésre, mint az első koffeinmentes kóla. Jelenleg Caffeine Free Pepsi és Caffeine Free Diet Pepsi néven vannak forgalomban.
- Pepsi Wild Cherry – 1988-ban került forgalomba a cseresznyés ízesítésű kóla. 2005-ig Wild Cherry néven hozták forgalomba, de nem összekeverendő a Coke's Cherry változatokkal, melyek az Amerikai Egyesült Államokban, Kanadában, és Oroszországban kaphatóak.
- Crystal Pepsi – a Cola Clear változata, melyet 1992-ben vezettek be, 1993-ig értékesítettek, majd 2015-ben újra megjelent a piacon.
- Crystal from Pepsi – megszűnt citrus – kóla hibrid.[1]
- Pepsi Clear – A 2005-ben megjelent termék limitált termékként jelent meg Mexikóban.
- Pepsi AM – Több koffeint tartalmazott, mint egy hagyományos Pepsi. Reggeli italként forgalmazták. A termék 1989-ben került bevezetésre, de 1990-ben megszűnt.
- Pepsi Fresh – 2007 nyarán volt csak elérhető.
- Pepsi X – 2012-ben megjelent termék az X Faktor amerikai televíziós műsor által.
- Pepsi Candy – Kanadában forgalmazott termék, mely gyümölcsösebb, édesebb volt a többi terméknél. 1999 tavaszán került bevezetésre.
- Pepsi Raw – Az új kóla természetes összetevőkből állt, de rövid életű volt, 2011-ben megszüntették.
- Pepsi Blue – A kék színű kóla ("Berry Cola Fusion") 2003 – 2004 telén került forgalomba Izlandon, majd Indiában a 2003-as Cricket World Cup során került értékesítésre. Hosszabb ideig lehetett kapni Austriában, és Mexikó néhány részén is. Indonéziában is forgalmazták, azonban a Fülöp-Szigeteken csak korlátozott ideig lehetett hozzájutni, általában a karácsonyi időszakban. Hasonlóképpen Ausztráliában, Bulgáriában, Lengyelországban, Finnországban és Romániában is lehetett kapni.
- Pepsi Gold – Korlátozott arany színű változatát a 2006-os FIFA Világkupa és ICC Cricket Világkupán forgalmazták. Enyhe gyömbér ízű volt, de nem közelített a Pepsi Red fűszeres ízéhez. Az üdítőt Délkelet-Ázsiában, Közép-Európában, Finnországban, Oroszországban, Törökországban, és a Közel Keleten értékesítették. A 2010-es FIFA világbajnokságon Pepsi Cheer néven újra megjelent a piacon.
- Pepsi Holiday Spice – 2004 november 1-én került bevezetésre az Egyesült Államokban és Kanadában de 2006-ban is újra kapható volt a karácsonyi időszakban. Fűszeres szezonális finomságokkal ízesítve, hasonlóan a svéd Julmusthoz.
- Christmas Pepsi – hasonló a Pepsi Holiday Spice-hoz. Szerecsendióval és kakaóval ízesítve. A 2007-es és 2008-as karácsonyi idő alatt értékesítették.
- Pepsi Kona – Kávéízű kóla, mely az Egyesült Államokban teszt jelleggel volt kapható.
- Lemon Pepsi – Citromos ízesítésű Pepsi, mely ugyanolyan ízű mint a Pepsi Twist. A 2008-as NFL Kickoff promóciójára jelent meg a piacon.
- Pepsi Lime – Hozzáadott citromfűvel 2005-ben került piacra. Jelenleg Kanadában, Oroszországban, és Ugandában forgalmazzák, a Diet Pepsi Lime mellett.
- Pepsi Mojito – Citromos, mentás ízesitésű alkohol mentes ital, mely 2009 nyarán került bevezetésre limitált kiadásban.
- Pepsi Ragging Razzberry – 1991-ben teszt jelleggel vezették be, de nem igazán volt málna ízű. A termék akkoriban a Pepsi Tropical Chill és Pepsi Strawberry Burst ízekkel került bevezetésre.
- Pepsi Strawberry Burst – Szintén teszt jelleggel került bevezetésre 1991-ben.
- Pepsi Summer Mix – Trópusi gyümölcs ízével ért el sikereket az Egyesült Államok Északkeleti részén. 2007-ben vezették be, és csak korlátozott számban volt elérhető.
- Pepsi-Cola Made with Real Sugar – A Pepsi édesebb változata, mely igazi cukorral készült, kukorica szirup helyett, citromsav nélkül. Pepsi Throwback néven is forgalmazták 2014-ig.
- Pepsi Tropical Chill – 1991-ben teszt jelleggel elérhető volt a Pepsi Strawberry Burst és Pepsi Raging Razberryvel együtt.
- Pepsi Freeze – Pepsi, Diet Pepsi és Vadcseresznye ízben volt elérhető, elsősorban a mozikban árulták.
- Pepsi Twist – A citromos ízesítésű változat az egyik legelterjedtebb a világon, és több országban is kapható, úgy mint Kambodzsa, Horvátország, Csehország, Németország, Magyarország, Indonézia, Olaszország, Malajzia, Hollandia, Törökország, Lengyelország, Szerbia, Svédország, Portugália, és Görögország.
- Pepsi Vanilla – 2003-ban jelent meg az USA-ban. A Pepsi válasza a Vanilla Coke-ra. Az üdítő vanília kivonatot, valamint természetes és mesterséges ízeket tartalmaz. A Cherry Vanilla Pepsit 2010-ben dobták piacra cseresznye-vanília ízesítéssel. 2014-ben cukros változata is kapható volt.[2]
- Pepsi X Energy Cola – Több koffeint tartalmaz, mint egy hagyományos Pepsi. Emellett guarint is tartalmaz, mely energia italt is tartalmaz. Kóla alapú termék egyedi ízzel. Több országban is kapható.
- Pepsi 100 – 1998-ban a Pepsi 100 éves születésnapja alkalmából kiadott limitált termék. 2003-ban ismét kapható volt.
- Pepsi Cherry Vanilla – A termék 2010 májusában került a boltokba, majd 2016 Valentin-napján ismét kapni lehetett.
- 1893 Original Cola – A Pepsi márkanév alatt forgalmazott üdítő kola diót, valódi cukrot, és szódavizet tartalmaz. Az Egyesült Államokban 2016 március óta forgalmazzák.[3]
- 1893 Ginger Cola – Egy koffeines gyömbér ízű üdítő, melyet Kanadában Pepsi Ginger Cola néven forgalmaznak. Az Amerikai Egyesült Államokban 2016 március óta forgalmazzák.[3]
- 1893 Black Currant Cola – A ribizli ízesítésű Cola 2017 februárjában jelent meg a piacon.[4]
- 1893 Citrus Cola – Grapefruit ízesítésű kóla, mely a ribizlis változattal került a piacra 2017-ben.
- 2017 Pepsi Fire – Fahéj ízesítésű Kóla termék, mely csak rövid ideig volt kapható 2017 nyarán.
- 2017 Salted Caramel Pepsi – A sós karamell ízű Pepsit csak korlátozott ideig 2017 telén lehetett kapni.

## Európában forgalmazott termékek
- Pepsi Blue – Bulgáriában[5] Pepsi Blue néven forgalmazzák, Pepsi Twist és Pepsi MAX néven is forgalomban van. Rövid ideig Magyarországon is forgalmazták, de kapható Dánia, Finnország, Olaszország, Románia, Törökország
- Pepsi Ice Cream – Oroszországban forgalmazott termék. A krém- szódához hasonló az íze.[6]
- Pepsi Raw – Természetes összetevőkből készült üdítőital. Nem forgalmazott termék.[7]
- Pepsi Boom – Koffein, cukor és mesterséges édesítőszermentes Pepsi, melyet csak Németországban, Olaszországban, és Spanyolországban értékesítik.
- Pepsi Cream – Vanília és jégkrém ízesítésű üdítőital, melyet 2005-ben Franciaországban, Svájcban, és Németországban értékesítettek.
- Pepsi Cappucchino – más néven Café Chino és Max Chino néven is, kávé ízesítéssel Oroszországban, Romániában és Európa különböző részein volt forgalomban.
- Pepsi La Liga – Spanyolországban a La Liga népszerűsítése alkalmából volt kapható 2000-ben.
- Pepsi Samba – Trópusi ízesítésű üdítő mango és egzotikus gyümölcsök keverékéből. Ausztráliában forgalmazzák, de Spanyolországban is kapható. 2005-ben jelent meg Ausztráliában, de csak korlátozott ideig volt kapható.
- Pepsi Strawberry – Megjelent Ukrajnaban 2020-ban
- Pepsi Peach – 1996-ban jelent meg a piacon ez a barack ízű üdítőital krémszódával. Ez a termék volt válasz a német Mezzo Mixre. A rossz eladások miatt Portugáliában megszüntették a gyártást.
- Pepsi Summer Chill – 2007 nyarán Lengyelországban, Csehországban, és Szlovákiában lehetett kapni. Alma ízesítésű volt.
- Pepsi Tropical – Az Egyesült Királyságban és Franciaországban forgalmazott termék volt 1994-ben. Ananász és narancs ízesítéssel.
- Pepsi Punch – 1994 végén jelent meg az Egyesült Királyságban, és Franciaországban édes kókuszos ízesítéssel. A Pepsi Tropical termékkel együtt jelent meg a piacon. Lila és kék dobozos változata volt ismert.
- Pepsi Raspberry – Korlátozott ideig volt kapható Franciaországban.
- Pepsi Twist Mojito – citrom és mojito ízesítéssel.
- Pepsi Ginga – 2014 nyarán megjelent termék, melyet Romániában és Dániában értékesítettek citrus ízben.
- Pepsi Electric Zero – 2024 nyarán megjelent termék, melyet Magyarországon először a Lidlben lehetett kapni citrusos ízben.[8]

## Japánban forgalmazott termékek
- Pepsi Azuki – Az azuki bab ízesítésű termék 2009. október 20-án jelent meg a piacon.[9]
- Pepsi Baobab – A baobab fa gyümölcs ízesítése 2010 május 25-én jelent meg a piacon.[10]
- Pepsi Black – A Pepsi Dry-hoz hasonló, 50%-kal kevesebb cukorral, fekete színben 2012 nyarán megjelent termék.
- Pepsi Blue Hawaii – 2008 nyarán megjelent limitált termék. Ananász és citrom ízű kék színű termék.[11]
- Pepsi Caribbean Gold – A 2011 július 26-án megjelent korlátozott számú aranyszínű fehér sapote gyümölcs ízű termék.[12]
- Pepsi Carnival – Trópusi ízesítésű Pepsi, mely korlátozott ideig volt csak elérhető Japánban. 2006 nyarán jelent meg a piacon. Ugyanez a koncepció később megjelent a Pepsi Summer Mixben is 2007-ben az USA-ban is.
- Pepsi Christmas Cola – Korlátozott kiadású 2017. november 21-én megjelent termék. Sütemény ízesítésű krémes fehér kóla, és eper kombinációval. Emlékeztető íz a hagyományos japán tortára, mely tejszínt is tartalmaz.[13]
- Pepsi Dry – Korlátozott számban kapható nem édes, de nem teljesen cukormentes Pepsi változat, melyet a Suntory 2011. május 24-én hozott forgalomba.[14]
- Pepsi Extra
- Pepsi Ghost – 2015. október 6-án jelent meg a piacon, mely Halloween témájú címkét tartalmazott. Az íze be nem azonosított titokzatos íz volt.
- Pepsi Haloween Cola – 2017 októberében jelent meg az édes cseresznye, rágógumi ízesítésű Pepsi, mely kissé hasonlított a múltban forgalmazott Sakura ízű Pepsire.
- Pepsi Ice Cucumber- Limitált uborka ízesítésű Pepsi, mely 2007 nyarán jelent meg a piacon.
- Pepsi Nex Zero
- Pepsi Mon Blanc – Korlátozott gesztenye ízű kóla.[15]
- Pepsi Pink – Limitált kiadású tejszínes epres ízű üdítő, mely 2011 november 8-án korlátozott ideig volt kapható, majd 2014-ben újra megjelent a termék a piacon.[16]
- Pepsi Red – Fűszeres, gyömbér ízű üdítőital, melyet 2006-ban hoztak forgalomba.
- Pepsi Sakura – A virágos cseresznyevirágú Pepsi 2016 márciusában jelent meg Japánban.[17]
- Pepsi Salty Watermelon – 2012 júniusában jelent meg a görögdinnye ízű Pepsi, mely korlátozott ideig volt csak kapható.
- Pepsi Shiso – A 2009 nyarán megjelent, zöld színű ízesített üdítő szódabikarbóna felhasználásával készült.[18]
- Pepsi Special – Megakadályozza a zsír lerakódását a szervezetben.
- Pepsi Special Lemon Mint – 2015 nyarán jelent meg a zöld színű üdítő, mely megfelelt a FOSHU (Élelmiszerek az előírt felhasználási célokra) rendeletének.[19]
- Pepsi Strong Shot – A 2010-ben megjelent termék több koffeint, és több szénsavat tartalmazott. A 2015-ben folytatódott termék bevezetés Pepsi Strong és Pepsi Strong Zero névvel szintén több koffeint és szén-dioxidot tartalmazott.[20] Az üdítőből nagy mennyiséget értékesítettek, majd 2016-ban a Pepsi Strong még több szénsavat kapott, melyhez új palackokat kellett tervezni.[21]
- Pepsi Tropical – 1994 végén jelent meg az Egyesült Államokban, majd Angliában, és Japánban is forgalmazták. Nem túl sokáig volt kapható.
- Pepsi White – 2008-ban megjelent termék, mely joghurt ízű volt.[22] A 2012-es téli időszakban újra lehetett kapni mandarin és narancs ízesítéssel.[23] Egy másik változat 2015-ben jelent meg citrus ízesítésben, mely hasonló volt a 2012-es változathoz.[24]

## Latin-Amerikában forgalmazott termékek
- Pepsi Limón – 2002-ben Mexikóban megjelent lime ízesítésű üdítő, mely rövid életű volt, majd később Pepsi Twist néven forgalmazták 2004-től.
- Pepsi Twistão – Erősebb citrom ízű termék, melyet Brazíliában lehetett kapni.
- Pepsi Capuchino – Kakaó és moka-latte ízesítésű termék, melyet 2006-ban Guatemalában, és El Salvadorban lehetett kapni,[25] majd 600 ml-es palackokban árulták. Később Hundurasban is bevezették 2012-ben.
- Pepsi Retro – Mexikóban 2008 februárjában jelent meg a természetes összetevőkből készült üdítőital. Cukornádból és Kóla-dió kivonatból.
- Pecsi – 2009-ben Argentínában és Mexikóban is forgalmazták 2011-ben.[26][27]
- Pepsi Kaffe – Az USA-n kívül bevezetett kávéváltozatok egyike.[28]

## Egyéb termékek
- Pepsi Blue Chilled Cola – egyszerűen Pepsi Blue néven, melyet Britney Spears promotált. A termék Vietnamban volt kapható. A Pepsi Ice korlátozott ideig volt kapható a Pepsi Fire itallal együtt Délkelet-Ázsiában, beleértve Malajziát,
- Pepsi Cheer – 2010-ben jelent meg Thaiföldön az édes sziruppal ízesített kóla.
- Pepsi Fire – Limitált kiadású fahéjas ízű üdítő, melyet Guamban, Saipanban, Thaiföldön, Mexikóban, Malajziában, Szingapúrban, a Fülöp-Szigeteken, valamint Vietnamban is értékesítenek. Hasonló az íze a Pepsi Ice Twin-éhez.
- Pepsi Green – a zöld színű üdítő 2009. január 15-én jelent meg Thaiföldön.[29]
- Pepsi Ice – Pepsi jeges menta ízzel, mely Guamban, Thaiföldön, Malajziában, Szingapúrban, és a Fülöp-szigeteken volt kapható. 2007 nyarán megjelent a Cseh köztársaságban, és Szlovákiában is. Ezt a nevet használták egy korlátozottan kapható almás ízű terméknél is.
- Pepsi Aha – Citrom ízesítésű termék, melyet Indiában forgalmaztak.
- Pepsi Pinas – A Pepsi Blue termék Philippines-ben forgalmazott márkaneve.
- Pepsi Pogi – Csak Philippinesben forgalmazott termék.
- Pepsi Latte – Thaiföldön forgalmazott termék.
- Pepsi Tarik – Kávé ízesítésű termék, melyet Malajziában és Szingapúrban forgalmaznak.

## Diétás változatok
- Diet Pepsi – Alacsony kalóriatartalmú üdítőital.
- Diet Crystal Pepsi – A Crystal Pepsi cukormentes változata.
- Diet Pepsi AM – A Pepsi AM cukormentes változata, mely 1987-ben jelent meg a piacon. Nem forgalmazzák.
- Pepsi Edge – Több szénhidrátot tartalmaz, mint egy normál Pepsi. 2004-ben jelent meg a piacon, de 2005-ben meg is szűnt. A The Apprentice 2 című sorozatban is látható volt a termék, melyben csapatoknak prototípusú palackokat kellett kialakítaniuk.
- Pepsi Avantage – A Pepsi Edge francia neve, melyet kizárólag Québec-ben Kanadában értékesítettek.
- Diet Pepsi Free – Caffeine-Free Diet Pepsi néven forgalmazzák jelenleg.
- Pepsi Jazz – Többfajta diétás változat volt ismert, melyet 2006. júliusától 2009-ig forgalmaztak.
- Black Cherry French Vanilla
- Strawberries and Cream*
- Caramel Cream – 2007 februárjában bemutatott termék.
- Coffee Mousse – 2016 februárjában bemutatott termék.
- Diet Pepsi Kona – A teszt jelleggel elérhető üdítő 1997-ben volt kapható.
- Pepsi Kick – Mexikóban 2009-ben mutatták be. Hozzáadott koffeint és ginzenget tartalmaz.
- Diet Pepsi Cherry Vanilla – Csak 8 hétig volt kapható 2010 nyarán.
- Pepsi Light – Cukormentes Pepsi a 70-es 80-as évekből.
- Pepsi Light – Diet Pepsi néven kapható jelenleg az Egyesült Királyságban, és más országokban is.
- Diet Pepsi Light
- Pepsi Light Twist
- Pepsi Light Lima – hozzáadott Lime-ot tartalmaz, csak Spanyolországban kapható.
- Pepsi Light Mojito – Mojito ízesítésű cukormentes ital, 2008-ban Németországban értékesítették.
- Diet Pepsi Lime – Az ideiglenesen elérhető üdítő cukormentes lime-os ízesítésű.
- Pepsi Twist Zero – Csak Brazíliában forgalmazott termék.
- Diet Pepsi Max – Csak az Egyesült Államokban és Kanadában forgalmazták. Hozzáadott koffeint és ginzenget tartalmaz. Ez a termék nem hasonlít a Pepsi Max termékhez, mivel lényegesen eltérő összetevőkből áll, és kalóriamentes. A Diet Pepsi Max 2008 végén Pepsi Max néven futott tovább.[30]
- Pepsi Max Cool Lemon – 2006-ban bemutatott változat, mely Svédországban, és Belgiumban kapható.
- Pepsi Max Chill – alma ízesítéssel.
- Pepsi Max Mojo – Finnországban forgalmazott termék, mentás ízesítéssel. 2008-ban jelent meg a piacon.
- Pepsi Max Citron Citron Vert – Franciaországban forgalmazott termék. Citrom ízesítéssel.
- Pepsi Max Cino – Kávéval ízesített termék, melyet az Egyesült Királyságban forgalmazták. Megszűnt a gyártása.[31]
- Pepsi Max Energy – 66°%-kal több koffeinnel, melyet 2008-ban Németországban értékesítettek.
- Pepsi Max Gold – Az Egyesült Királyságban forgalmazták 2005 szeptemberétől decemberig a karácsonyi időszakban.
- Pepsi Max Twist – Citrom és Lime keveréke az Egyesült Királyságból.
- Pepsi Max Mojito – Dániában forgalmazott termék mojito ízesítéssel.
- Pepsi Max Cease Fire – Az Egyesült Királyságban Citrus Freeze-ként emlegetik. Az Egyesült Államokban, Ausztráliában, Új-Zélandon is forgalmazzák.
- Pepsi Max Punch – A Pepsi Holiday Spice alacsony kalóriatartalmú kiadása, melyet csak 2005 augusztusában forgalmaztak az Egyesült Királyságban.
- Pepsi Max Cherry – A cseresznye ízű italt 2011-ben kezdték el árulni az Asda üzleteiben 2 literes kiszerelésben. 2012-től már kiskereskedelmi üzletekben is kapni lehetett. Franciaországban 2014-től, Norvégiában és Németországban 2015-től, Finnországban és Izlandon 2016-tól, Oroszországban 2017 végétől vagy 2018 elejétől került forgalomba.[32]
- Pepsi Max Citrus Freeze – A lime ízű ital a Cease Fire-hoz hasonlóan került bevezetésre az Egyesült Királyságban 2011 októberében, melyet csak rövid ideig forgalmaztak.
- Pepsi Max Vanilla – A vanília ízű üdítőital elérhető 2018 februárjától Ausztráliában és Új-Zélandon is, melyet 2018. áprilisától kezdtek el forgalmazni.
- Pepsi Max Lime – A Lime ízesített ital 2018. januárjától Dániában, míg Svédországban, Oroszországban, Finnországban 2018. márciusától volt kapható. 2016-ban Ausztráliában is lehetett kapni kis ideig.
- Pepsi Max Ginger – gyömbér ízesítéssel 2017-ben került bevezetésre az Egyesült Királyságban, Norvégiában, Finnországban, Hollandiában, Dániában és Svédországban.
- Pepsi Max Wild Side – baobab ízesítéssel került forgalomba Svédországban, 2010-ben.
- Pepsi NEX – Japánban és Észak-Koreában kapható változat, melyet a Suntory cég fejlesztett ki. Az üdítőt egy időben Tiger & Bunny is reklámozta.[33][34]
- Pepsi Next – közepes kalóriatartalmú ital, 60%-kal alacsonyabb cukortartalommal, és kevesebb kalóriát tartalmaz.[35]
- Pepsi Next Cherry Vanilla [36]
- Pepsi Next Paradiso Mango[36]
- Pepsi ONE – A Pepsi Diet alternatívája, 1 kalória adagonként. 2012 közepéig a cég a 2003-as Pepsi designt alkalmazta.
- Diet Pepsi Kickoff – citromos ízesítésű Pepsi, melyet a 2008-as NFL szezon alatt árusították.
- Diet Pepsi Vanilla – Ideiglenesen elérhető termék vanília ízesítéssel.
- Diet Pepsi Wild Cherry – Nem széles körben elterjedt változat, melyet 2005-ig forgalmaztak, majd Wild Cherry Pepsi néven volt elérhető. A 2008-as Pepsi designt használják.
- Pepsi XL- közepes kalóriatartalmú ital, mely az átmeneti fogyasztókra asszociál.
- Pepsi Sugar Free – Megjelent 2007. novemberében.
- Pepsi Twist 3 – 2008-ban jelent meg Brazíliában, természetes citromlét tartalmaz, mely csak 3 kalória.
- Pepsi Black – 2017-ben került bevezetésre Horvátországban, Csehországban, Görögországban, Magyarországon, Szlovákiában, Szlovéniában és Ukrajnában. A Pepsi Max-ot váltotta a Pepsi Light a termék sikertelensége miatt Horvátországban, Görögországban, Magyarországon, Szlovéniában, és Ukrajnában.
- Diet Pepsi with Splenda – Splenda nevű édesítőszerrel édesített termék. Elsőként 2015-ben jelent meg, a Diet Pepsi újratervezésével, mely 2018-ig helyettesíti az eredeti aszpartám édesítőszeres reeptet. A kiskereskedelemben már nem lehet kapni, csupán online érhető el a termék.[37]

## Kitalált italok
- Pepsi Perfect – A vitaminnal dúsított ital a Vissza a jövőbe II. filmben tűnik fel 2015-ben. Igazából nem létező termék.